# Тарасово (Татарстан)
Тарасово — посёлок в Мамадышском районе Татарстана. Входит в состав Урманчеевского сельского поселения.

## География
Находится в центральной части Татарстана на расстоянии приблизительно 41 км на юго-запад по прямой от районного центра города Мамадыш на правом берегу Камы в зоне подпора Куйбышевского водохранилища.

## История
Официально существует с 2018 года. Однако, на этом месте раньше в 1920—1930-годы существовали склады для хранения зерна Шумбутского спиртзавода, позднее действовал пионерский лагерь Чистопольского часового завода. Какое-то время посёлок существовал как составная часть села Берсут.